# Jamorko Pickett
Pour les articles homonymes, voir Pickett.
Jamorko Pickett, né le 24 décembre 1997 à Washington, D.C. aux États-Unis, est un joueur américain de basket-ball évoluant aux postes d'ailier et ailier fort. Il mesure 2,03 m.

## Biographie

### Université
Il évolue sous le maillot des Hoyas de Georgetown lors de ses quatre saisons universitaires.

### NBA
Bien que non drafté, il signe un contrat two-way en faveur des Pistons de Détroit en septembre 2021.

## Statistiques

### Universitaires
Les statistiques de Jamorko Pickett en matchs universitaires sont les suivantes :
| Saison    | Équipe     | Matchs | Titul. | Min./m | % Tir | % 3pts | % LF | Rbds/m. | Pass/m. | Int/m. | Ctr/m. | Pts/m. |
| --------- | ---------- | ------ | ------ | ------ | ----- | ------ | ---- | ------- | ------- | ------ | ------ | ------ |
| 2017-2018 | Georgetown | 30     | 28     | 27.5   | .363  | .357   | .745 | 3.7     | 1.8     | .4     | .6     | 9.6    |
| 2018-2019 | Georgetown | 31     | 23     | 23.6   | .382  | .356   | .606 | 3.8     | 1.1     | .8     | 1.0    | 6.2    |
| 2019-2020 | Georgetown | 32     | 32     | 30.9   | .383  | .376   | .757 | 6.3     | 1.1     | .7     | .9     | 10.2   |
| 2020-2021 | Georgetown | 26     | 26     | 34.7   | .385  | .373   | .827 | 7.2     | 2.1     | 1.0    | .6     | 12.2   |
| Carrière  | Carrière   | 119    | 109    | 29.0   | .378  | .365   | .757 | 5.2     | 1.5     | .7     | .8     | 9.4    |

## Distinctions personnelles
- Big East All-Freshman Team (2018)